# Sportsmen Acres Community
Sportsmen Acres Community is een plaats (census-designated place) in de Amerikaanse staat Oklahoma, en valt bestuurlijk gezien onder Mayes County.

## Demografie
Bij de volkstelling in 2000 werd het aantal inwoners vastgesteld op 0.

## Geografie
Volgens het United States Census Bureau beslaat de plaats een oppervlakte van
4,6 km², waarvan 4,5 km² land en 0,1 km² water.

## Plaatsen in de nabije omgeving
De onderstaande figuur toont nabijgelegen plaatsen in een straal van 12 km rond Sportsmen Acres Community.